# 聖埃斯塔尼斯勞
聖埃斯塔尼斯勞（西班牙語：San Estanislao）是巴拉圭的城市，由聖佩德羅省負責管轄，距離首都亞松森151公里，始建於1749年11月13日，面積2,625平方公里，海拔高度134米，2002年人口52,983。

## 外部連結
- Maps and weather for San Estanislao （页面存档备份，存于）